# Stiptopodius glaber
Stiptopodius glaber là một loài bọ cánh cứng trong họ Bọ hung (Scarabaeidae).